# انیون بیچ، نیوجرسی
انیون بیچ (به انگلیسی: Union Beach) شهری در ایالت نیوجرسی کشور ایالات متحده آمریکا است که جمعیت آن در سرشماری سال ۲۰۱۰ میلادی، ۶٬۲۴۵ نفر بوده‌است.